# Aimee Lou Wood
Aimee Lou Wood (født 2. november 1995 i Stockport, England) er en engelsk skuespillerinde. Hun er mest kendt i rollen som Aimee Gibbs i Netflix-serien Sex Education.

## Karriere
I 2019, gjorde hun debut som skuespiller i Netflix-serien Sex Education, med Emma Mackey, Asa Butterfield, Ncuti Gatwa og Gillian Anderson. Wood gik oprindelig til audition i serien til rollen som 'Lily' (spillet af Tanya Reynolds), men ville hellere spille Aimee Gibbs.

## Filmografi

### TV
| År      | Titel         | Rolle       | Noter                    |
| ------- | ------------- | ----------- | ------------------------ |
| 2019–23 | Sex Education | Aimee Gibbs | Aktuel i alle 8 episoder |